# 클라크 듀크
클라크 듀크(Clark Duke, 1985년 5월 5일 ~ )는 미국의 배우이다.

## 출연 작품

### 영화
- 핫 텁 타임머신 2 (2010) - 제이컵 역
- 더 라스트 무비 스타 (2017, The Last Movie Star)

### 극장판 애니메이션
- 크루즈 패밀리 (2013) - 텅크 역
  - 크루즈 패밀리: 뉴 에이지 (2000)

### 텔레비전
- 그릭 (2007-11)
- 아임 다잉 업 히어 (2017-18, I'm Dying Up Here)